# Pallottolino in campagna
Pallottolino in campagna (Bout-de-Zan en villégiature) è un cortometraggio muto del 1914 diretto da Louis Feuillade.

## Produzione
Il film fu prodotto dalla Société des Etablissements L. Gaumont.

## Distribuzione
Distribuito dalla Société des Etablissements L. Gaumont, uscì nelle sale cinematografiche francesi nel giugno 1914.